# Насименто Косме, Фернандо
Фернандо Насименто Косме (порт.-браз. Fernando Nascimento Cosme, род. 1 июля 1983, Сан-Паулу), более известный как Фернандиньо — бразильский футболист, игрок в мини-футбол, нападающий. Известен по выступлениям за московское «Динамо».

## Биография
Фернандиньо начинал карьеру в бразильских клубах, а в 2004 году перебрался в Испанию, став игроком клуба почётного дивизиона «Аскар Луго». В составе клуба из Луго он стал обладателем европейского Кубка обладателей кубков по мини-футболу в сезоне 2004—2005.
С 2009 года — игрок клуба российской Суперлиги «Динамо» из Москвы.
После объявления банкротства «Динамо» в 2017 году перешёл в бразильский клуб «Жоинвили», а затем в «Бенфику».
С 2020 года выступает за «Кайрат».

## Достижения
- Чемпион России по мини-футболу (5): 2010/2011, 2011/2012, 2012/2013, 2015/2016
- Кубок обладателей кубков по мини-футболу 2005
- Обладатель Кубка России по мини-футболу (3): 2010, 2011, 2013
- Обладатель Межконтинентального Кубка по мини-футболу (1): 2013

Личные:
- Лучший бомбардир чемпионата России по мини-футболу (4): 2011/12, 2012/13, 2014/15, 2015/16
- Лучший нападающий чемпионата России: 2010/11
- MVP розыгрыша Межконтинентального Кубка по мини-футболу (1): 2013
- Лучший молодой игрок мира по версии Futsal Planet: 2004